# Frédéric Fitting
Frédéric Fitting (* 12. September 1902 in Le Sentier; † 18. Oktober 1998 in Lausanne) war ein Schweizer Fechter.

## Karriere
Fitting nahm 1920 erstmals an Olympischen Spielen teil. In Antwerpen schied er im Degenfechten in der ersten Runde aus, mit der Mannschaft erreichte er den fünften Rang. Im Jahr 1924 folgte seine zweite Teilnahme – bei den Spielen in Paris drang er im Degeneinzel in den Halbfinal vor, mit der Mannschaft endete der Wettbewerb im Viertelfinal. Auch im Florettfechten war der Schweizer 1924 aktiv und erreichte im Einzel und mit der Mannschaft jeweils die zweite Runde. 1928 folgte seine dritte olympische Teilnahme. In Amsterdam erreichte er sowohl im Mannschaftsfechten im Degen als auch mit der Florettmannschaft den Viertelfinal. Im Floretteinzel schied er in der ersten Runde aus. 1936 in Berlin nahm er ein letztes Mal an Olympia teil. Hier errang er im Einzel mit dem Degen den Einzug in den Halbfinal, mit der Mannschaft endete der Wettbewerb nach der ersten Runde.
Seine Geschwister Édouard Fitting und Emma Fitting, sein Neffe Willy Fitting sowie seine Schwägerin Suzanne Bonnard nahmen allesamt ebenfalls an Fechtwettbewerben bei Olympischen Spielen teil.